# Peter Monteverdi
Peter Monteverdi (Binningen, 7 giugno 1934 – Binningen, 4 luglio 1998) è stato un imprenditore e pilota automobilistico svizzero, fondatore dell'omonima casa automobilistica.

## Biografia
Figlio di un meccanico, Peter Monteverdi nel 1956 subentrò al padre, deceduto, nella gestione della sua officina, alla quale affiancò la progettazione e la costruzione di automobili da corsa (inizialmente go-kart per la Formula junior) col marchio Monteverdi. In questo modo si fece conoscere nel settore e la Ferrari gli affidò la rappresentanza per la zona di Basilea. Nel 1961 costruì la prima vettura svizzera da Formula 1; egli stesso era solito pilotare le vetture costruite o modificate nella propria ditta, ma nello stesso anno smise dopo un incidente piuttosto serio occorsogli sul circuito di Hockenheim. All'attività per le corse affiancò poi la produzione di automobili da strada. Nel 1967 presentò al Salone di Ginevra il modello High Speed 375 S, che nelle intenzioni del suo creatore doveva far concorrenza ai modelli analoghi della casa di Maranello, distinguendosi per una maggiore attenzione agli accessori desiderati dalla clientela americana; la sua carrozzeria era stata progettata da Pietro Frua. Nel 1971-1973 costruì i veicoli della serie Hai 450, equipaggiati con motori Chrysler V8: ne furono realizzati in tutto quattro esemplari. La crisi petrolifera del 1973 lo spinse a cambiare i propri obiettivi: Monteverdi s'indirizzò allora verso la costruzione di fuoristrada di lusso, progettò e costruì con la carrozzeria Fissore di Savigliano il prototipo della Range Rover 4 porte della quale furono costruiti molti esemplari in gran parte venduti negli Emirati Arabi.
La produzione cessò nel 1982 e le sue officine furono poi trasformate in un museo, tuttora visitabile; il costruttore da allora si occupò prevalentemente di design industriale. Nel 1990 acquistò la scuderia Onyx di Formula 1, ribattezzandola Monteverdi-Onyx, senza però ottenere punti nel campionato mondiale. L'anno successivo non partecipò alla competizione, sebbene la nuova macchina fosse già stata costruita.